# Rica Silveira
Ricardo Lucas Silveira, mais conhecido pelo nome artístico Rica Silveira (São Paulo, 20 de Maio de 1979), é um rapper e instrumentista brasileiro.

## Biografia

### Início
Nasceu em 1979 na Mooca, tradicional distrito da Zona Leste de São Paulo, em 1988 começou os estudos e o interesse por instrumentos de cordas, a princípio violão e guitarra, sendo incentivado pelos pais e influenciado pelo Punk rock simples da banda Ramones. Em 1990, através do grupo americano Public Enemy, conheceu o rap, tornando-se MC aos 14 anos de idade, em 1993 montou seu primeiro grupo, chamado Gangster Rap MC’s. Participou ativamente da campanha Teens Contra a Fome organizada pela ONG Ação da Cidadania contra a Fome, a Miséria e pela Vida em parceria com o jornal Folha de S.Paulo em 1995. Foi vocalista de uma banda cover de rock de garagem entre os anos de 1997 e 2000. 
No período de 2001 a 2012, liderou a banda de hardcore com rap DeCore, na qual escrevia, cantava e tocava guitarra, com ela lançou dois álbuns oficiais e excursionou em turnês internacionais pela Argentina em 2005 e Europa em 2008.
Em janeiro de 2013 assumiu o posto de guitarrista da banda Gritando HC, deixou o grupo após um breve período para se tornar baixista da também banda punk Calibre 12, durante estes anos Rica atendia pela alcunha de Ricardo Q-Pam.
Deixou a capital São Paulo em fevereiro de 2015, em busca de novos rumos, seu destino foi a cidade de Santos, onde em maio do mesmo ano, deu-se início a produção de seu trabalho solo.

### Carreira Solo
Rica Silveira começou a ganhar notoriedade com o lançamento de sua primeira canção de trabalho "O Tempo", em julho de 2015, a música acabou entrando para a programação de rádios como Jovem Pan FM Santos, Praia FM Bertioga, Beira Mar FM Ubatuba, Interativa FM Goiânia, entre outras. Em seguida, lançou "Zum Zum Zum", o videoclipe tem participação de Dj Paul ex-RPW e Pavilhão 9, a faixa faz parte do álbum Da Baixada Santista Hip Hop Vol. 1, lançado em fevereiro de 2016, coletânea que apresentou diversos nomes do rap santista ao mundo e teve Rica Silveira como idealizador e produtor fonográfico.
Com a produção musical de Fernando Bassetto, integrante da tradicional banda de rock santista Garage Fuzz, em seus dois primeiros singles, Rica Silveira veio a se tornar rapidamente uma das principais revelações do Hip Hop na cidade de Santos e Baixada Santista, sendo considerado hoje, uma das vozes mais atuantes da região. Seu show de estreia em maio de 2016, obteve grande repercussão na mídia, incluindo chamada na TV Tribuna, afiliada da Rede Globo, e notícias em grandes sites e portais.
Em junho de 2016 assinou parceria com o site de vídeos musicais e entretenimento Vevo, uma joint venture entre as empresas Universal Music Group, Sony Music Entertainment, Warner Music Group e a Abu Dhabi Media.
No terceiro videoclipe "Todos Nós Somos", lançado no final de 2016, Rica Silveira aparece ao lado do baterista André Pinguim Ruas, ex-Charlie Brown Jr. e da baixista Lena Papini, ex-A Banca, ambos atualmente na banda Bula Rock. O single presta homenagem à cidade de Santos e foi produzido em parceria com a marca streetwear Los Santos 013.
"Todos Nós Somos" foi o único representante santista selecionado para a 2° Mostra Hip Hop de Cinema SP, que aconteceu entre os meses de fevereiro e abril de 2017, organizada pelo Governo do estado de São Paulo em parceria com o coletivo Hip Hop Mulher.

## Controvérsias
Após uma entrevista do rapper pernambucano Luiz, o Visitante ao jornal Folha de S.Paulo, publicada em 6 de junho de 2017, sobre a projeção de uma vertente reacionária dentro do movimento Hip Hop, Rica Silveira se juntou ao amigo e também rapper Airan o Turco, de Piracicaba, para escrever uma diss chamada "Carta ao Visitante". A música, em forma de ataque à vertente foi lançada dia 9 de junho de 2017 em todas as lojas digitais e plataformas de streaming do mundo, acompanhada de um Lyric video no YouTube.

## China Brasil
No dia 28 de julho de 2017 lançou a faixa "China Brasil" em parceria com o rapper chinês 醉人 (Zuìrén), conhecido também como Zhao Chelong, integrante do famoso grupo pop chinês NZBZ. "China Brasil" é o primeiro registro do rap brasileiro em parceria com um artista chinês, a música obteve grande repercussão na imprensa musical, chegando a ser noticiada pela tradicional revista Billboard Brasil.

## Aparições na Mídia
- No dia 16 de fevereiro de 2017, foi o convidado do programa Heavy Pero No Mucho da 89 FM A Rádio Rock.[38]
- No dia 16 de junho de 2017, foi o convidado do quadro musical do jornal VTV da gente transmitido pelo SBT litoral, permanecendo por mais de 13 minutos no ar, onde apresentou ao vivo de forma acústica, as músicas "O Tempo" e as inéditas "Tudo que pode acontecer" e "Crazy Bang (Ela Vem)".[39]
- Acompanhado de uma banda, Rica Silveira foi a atração do quadro Passando o Som, no Jornal da Tribuna da Rede Globo Litoral em 22 de julho de 2017.[40]
- Em 31 de julho de 2017 a estreia do videoclipe "China Brasil" foi noticiada no programa Fique Ligado da TV Brasil, juntamente com o single "Sua Cara" da cantora Anitta e Pabllo Vittar.[41][42]
- Após hiato Rica Silveira ressurge anunciando sua volta e o lançamento de seu primeiro álbum para 2020 no Programa Fique Ligado da TV Brasil em 25 de outubro de 2019, na ocasião apresentou ao vivo 3 faixas inéditas: Bright, 7 linhas antes do fim e Paixão.

## Curta-Metragem
No dia 9 de novembro de 2017 aconteceu a pré-estreia do curta-metragem: "Do Rap ao Rock, do Rock ao Rap". Com direção de Rodrigo d'Sales Monteiro, o filme retrata a trajetória de Rica Silveira e conta com depoimentos e participações de grandes artistas, radialistas e jornalistas como Clemente Tadeu Nascimento, integrante das bandas Inocentes e Plebe Rude, Janaína Lima cantora do grupo de música eletrônica Kaleidoscópio, Marcelo Mancini vocalista da banda Strike, Cannibal da banda Devotos de Recife, W-Yo do grupo RPW, Thiago DJ, locutor da 89 FM A Rádio Rock, Lucas Krempel, jornalista do jornal A Tribuna, entre outros. A cerimônia de pré-estreia aconteceu no Studio Rock Cafe em Santos, após uma exibição fechada no MISS - Museu da Imagem e do Som de Santos.

## Primeiro álbum audiovisual: Low
Após passar por um período em hiato Rica Silveira retorna com o lançamento de seu primeiro álbum em formato EP intitulado "Low" com 6 faixas inéditas:
01 - Quarentena da Insanidade
02 - Bright
03 - Por um brinde de paz
04 - 7 linhas antes do fim
05 - Hey Mama
06 - É só o inferno e mais nada
O trabalho é marcado pela mudança de estilo do rapper que apostou em músicas que abordam uma temática mais triste e conta com letras sobre drogas, ansiedade e depressão, aproximando-se da vertente Emo rap, todas as faixas ganharam vídeos em formato animação e foi lançado em 15/04/2020.

## Covid 19: Período de pandemia 2020 - 2021
Em junho participou do projeto Cultura Presente da Secretaria Municipal de Cultura de São Paulo onde apresentou o espetáculo "Low acústico live" através da página da Casa de Cultura de São Miguel Paulista no Facebook. Integrou de forma online a versão brasileira do tradicional festival francês "Fête de la Musique|Make Music Day" como artista e coordenador regional.
Em julho aconteceu a live solidária "Juntos pela Vila Gilda" em prol dos moradores da maior favela de palafitas da América Latina conhecida como Dique da Vila Gilda, localizada na cidade de Santos, no bairro Rádio Clube, o evento online foi organizado pelo jornal A Tribuna, Rica Silveira se apresentou ao lado de artistas como Gilberto Gil, Evandro Mesquita, André Abujamra, Dinho Ouro Preto, Velhas Virgens entre outros.
Em agosto lançou o single "Estranhamente" em parceria com o rapper paulistano KLR Dogtreze e o produtor NG Noo Beat, o videoclipe teve direção do próprio Rica Silveira e foi gravado em casa com um aparelho celular, acontecimento que gerou grande repercussão na imprensa.
Lançou o single "FYA" em parceria com o produtor e DJ Cortecertu em 07 de abril de 2021, dia mundial da saúde, a música transmite uma narrativa em defesa da saúde pública e protesta contra o fascismo e neofascismo, em defesa da democracia.
Visando suprir as necessidades impostas pela pandemia, Rica Silveira lançou em maio de 2021 a mixtape "Pandemix Quarentape" com 15 faixas mixadas por DJ Pullga, o trabalho em MP3 não teve distribuição digital e foi vendido através das redes sociais diretamente aos fãs pelo valor de R$10.
No dia 29 de maio de 2021 realizou uma live em celebração do aniversário de 15 anos do primeiro álbum da banda DeCore "Agora Sim, SNP!". O evento foi realizado no estúdio Um Pouco Mais de Arte em São Paulo e transmitido em sua página oficial do Facebook, Rica Silveira contou com a banda Maria Fumaça Rock como apoio na apresentação.

## Carniça de Bode
Voltando às origens do rock, Rica Silveira se juntou ao cantor de ragga Jimmy Luv para formar uma nova banda de hardcore, metal e crossover chamada Carniça de Bode, na qual exerceu a função de baixista e backing vocal. O projeto teve início em junho de 2021, no dia 27 de agosto foi lançado o primeiro trabalho, o EP "Baile Macabro" com 6 faixas em português, a banda ainda conta com Guilherme Gordon da tradicional banda punk Lobotomia na guitarra e Tony Losito ex-Gritando HC na bateria. Em dezembro do mesmo Rica Silveira deixa a Carniça de Bode para retornar com a banda DeCore.

## Retorno da banda DeCore após hiato de 8 anos
No início de 2022 existiam rumores sobre uma possível volta da banda DeCore que se encontrava em hiato desde dezembro de 2013 e é liderada por Rica Silveira, em abril a banda retorna com nova formação. No dia 24 de abril os integrantes concederam uma coletiva de imprensa transmitida ao vivo diretamente dos estúdios da Causa Operária TV - COTV. No dia 30 de janeiro de 2025 a banda disponibilizou um EP de inéditas intitulado "Sem Medo", com 5 faixas em formato digital.

## Das Projekt
Em janeiro de 2025 Rica Silveira foi anunciado como baixista da banda de Rock gótico e Dark wave paulistana Das Projekt, uma das principais expoentes e mais antigas do estilo no Brasil. O anuncio foi feito no perfil oficial da banda no Instagram, sua estreia nos palcos aconteceu no mês de março no Electric Club em Santo André (São Paulo), no mesmo mês foi lançado o single "Passeios Noturnos", primeiro registro fonográfico do artista como integrante do Power trio.

## Filmografia
- Do Rap ao Rock, do Rock ao Rap - Curta-Metragem (2017)

## Discografia

### Álbuns
- Low - (2020)
- Pandemix Quarentape by DJ Pullga - (2021)

Com DeCore
- ¡Ahora y Siempre! - Split Álbum - (2005)
- Agora sim, SNP! - Álbum - (2006)
- DeCore de A a Z tudo junto e misturado - Álbum - (2009)
- Rock In Paulista (Ao vivo) - Álbum - (2023)
- Sem Medo - EP - (2025)

### Singles
Solo
- O Tempo - (2015)
- Zum Zum Zum - (2015)
- Todos Nós Somos - (2016)
- Arte Para Locos - Feat. Anubiz Vudú (2017)
- Carta Ao Visitante - Feat. Airan o Turco (2017)
- China Brasil - Feat. 醉人 (2017)
- Tempos Modernos - Com KLR Dogtreze (2019)
- Estranhamente - Com KLR Dogtreze (2020)
- Quem Tava Lá? Parte IV (Hardcore Punk) - (2020)
- FYA - Com Cortecertu (2021)
- O Tempo (Remix) - By DJ Pullga (2022)
- Viela da 7 - (2022)
- El Genio Lo Escribió - Com Anubiz Vudú (2021)
- Lumiar - Com Tom Fumaça e Mel Garcia (2022)
- Bala Perdida - Com Alambic Hardcore (2023)
- Passeios Noturnos - Com Das Projekt (2025)

### Clipes
Solo
- O Tempo - (2015)
- Zum Zum Zum - (2015)
- Todos Nós Somos - (2016)
- China Brasil - (2017)
- Estranhamente - (2020)

Com DeCore
- Tira o Zóio - (2010)

Com Calibre 12
- Bomba Na Cara - (2014)

Com Carniça de Bode
- Baile Macabro - (2021)

## Prêmios e indicações

### Prêmio Profissionais da Música
| Ano  | Categoria            | Indicação     | Resultado |
| ---- | -------------------- | ------------- | --------- |
| 2020 | Artistas Intérpretes | Hip Hop e Rap | Indicado  |

### Curta Santos - Festival de Cinema de Santos
| Ano  | Categoria          | Indicação     | Resultado |
| ---- | ------------------ | ------------- | --------- |
| 2020 | Videoclipe Caiçara | Estranhamente | Indicado  |